# Голос Крыма
«Голос Крыма» — коллаборационистская газета, издававшаяся на русском языке в период оккупации Крыма нацистской Германией в 1941—1944 годах. Публиковала пронемецкие, антисоветские материалы, местные крымские новости, а также статьи антисемитского содержания.

## Редакция
Фактически газетой руководил немецкий куратор зондерфюрер доктор Бруно Маурах, начальник отдела прессы Штаба пропаганды «Крым», семья которого до 1920 года проживала в Крыму. Ответственным секретарём (до начала 1942 года) был В. В. Соколов. Первый редактор профессор М. П. Поливанов, назначенный оккупационными властями, уклонился от исполнения обязанностей при подготовке первого номера. Вместо него главным редактором был краткое время Василий Попов (позднее был задержан НКВД и осуждён), в начале 1942 года его сменил адвокат Александр Булдеев.
К весне 1942 года оформилась структура редакции и рубрики «Голоса Крыма». Заведующим отделом информации по Крыму был назначен Панин, литературный отдел возглавил Тархов. Заведующим иностранным отделом стал Гаврилов. Во главе отдела местной жизни с 17 июля 1942, находился Наумов. В этот отдел входили подотделы по деятельности Симферопольской городской управы, городской хронике, театральной жизни, базара. В отделе местной жизни состояло два штатных журналиста: Киндяков, который специализировался по театральной жизни и кино, и Маршев, занимавшийся всеми остальными направлениями. Наумов являлся и заместителем редактора газеты, поэтому, когда с октября по ноябрь 1942, А. Булдеев находился в командировке в Германии, исполнял обязанности главного редактора.
Кроме Штаба пропаганды «Крым», редакция так же подчинялась и управлению СД. Связь с СД осуществлял заведующий отделом культуры управления СД унтерштурмфюрер (младший лейтенант) Крачковски, который контролировал работу практически всех отделов редакции, предварительно вычитывая статьи, готовящиеся к печати. Особое внимание уделялось литературному отделу и отделу местной жизни. В мае — июне 1942, Наумова на должности заведующего отделом местной жизни сменяет Тархов. Помимо этого Тархов писал в газету статьи, художественные произведения, стихи и фельетоны, которые выходили примерно раз в месяц. Как правило, материал для своих статей Тархов получал непосредственно от издателей газеты. К июлю 1942, на постоянной основе в «Голосе Крыма» работало пять журналистов: Донской, Киндяков, Шрамченко, Шагара и Доронин, последний кроме работы в «Голосе Крыма», так же редактировал газету «Евпаторийские известия».
После отступления немцев с Кавказа в Крым прибыло множество сотрудников кавказской коллаборационистской прессы, которые вошли в состав редакции, что в какой-то мере улучшило качество публикаций. С этого момента в редакции всё большее влияние приобретает Казимир Быкович (поручик РОА), который в октябре 1943 года, после совместной с Булдеевым поездки в Германию на курсы усовершенствования журналистов и пропагандистов, сменяет последнего в должности редактора. Среди новых сотрудников были поэт Д. Крачковский (Кленовский), писатель Борис Ширяев, публицисты Геннадий Панин, Леонид и Евгения Польские.

## Формат и содержание
Печаталась на четырёх страницах. Первые две страницы были посвящены критике советского строя, советских государственных и военных деятелей, прославлению Германии и успехам германской армии. Также здесь публиковали военные сводки, международные новости, речи Гитлера и немецких руководителей. На третьей странице были новости Крыма, материалы религиозной тематики. На четвёртой странице размещалась информация от Симферопольского городского управления и городского коменданта: правила комендантского часа, вопросы хозяйства и торговли, переименование улиц. Также на странице публиковались приказы о расстрелах жителей Симферополя с указаниями на инкриминируемые им преступления.
Большое внимание уделялось критике евреев и «разоблачению еврейского заговора», почти в каждом номере были антисемитские статьи. Газета рассказывала о преступлениях «жидобольшевиков» против России, русского народа, его культуры и религии. Критике подвергались имеющие место, по мнению газеты, внедрение евреями коммунистической идеологии, террор против русского народа, хитрость и коварство евреев и т. п. Так, в типичной редакционной статье от 11 февраля 1943 года говорилось: «О, проклятые жиды, вечные душители и растлители народной русской совести, тюремщики и палачи, которым нет никакого прощения и которых ждет неминуемая народная русская месть».
Негативно оценивались союзники СССР в войне — США и Великобритания, по выражению газеты, «оплоты жидовства». Сильной критикой были встречены массированные стратегические бомбардировки англо-американских союзников, газета оценивала их как «варварские» и «террористические». По утверждению газеты, бомбардировкам подвергались только гражданское население, культурные объекты и больницы. Также газета стремилась противопоставить союзников и русских, продвигая темы: союзники намеренно медлят с открытием второго фронта, из-за чего советские войска несут огромные потери; поставки помощи от союзников не приносят ощутимой пользы. Антигитлеровскую коалицию газета называла противоречащей интересам русского народа, заявляя, что «русские люди гибнут в угоду еврейским банкирам и раввинам».
Персональной критики удостоились руководители коалиции И. Сталин (как «трус», «палач» и «тиран»), Ф. Рузвельт и У. Черчилль (как марионетки «мирового жидовства», «пьяницы»), их высмеивали в карикатурах.
С марта 1943 года газета широко освещала деятельность Русской освободительной армии (РОА),  на третьей странице появилась новая рубрика «Уголок добровольца». Она способствовала вербовке новых добровольцев для крымских подразделений РОА.